# Michael Reeves
Michael Reeves (* 17. Oktober 1943 in London Borough of Sutton, Greater London; † 11. Februar 1969 in London) war ein britischer Filmregisseur und Drehbuchautor.

## Leben
Reeves wuchs in Suffolk auf. Schon in seiner Kindheit drehte er mit Ian Ogilvy kleine Kurzfilme. Er sollte seinen Jugendfreund in jedem seiner Filme besetzen. Nach seiner Schulzeit begann er im Filmgeschäft zu arbeiten, zunächst als Assistent von Don Siegel. 1963 arbeitete er als Assistent von Regisseur Jack Cardiff am Film Raubzug der Wikinger. Seine Mitarbeit wurde nicht erwähnt. In Italien beschäftigte ihn 1964 Paul Maslansky als Assistant Director und Drehbuchautor für den Film Castle of the Living Dead mit Christopher Lee. Hatte er bei diesem Film auch schon in einigen Szenen Regie führen können, konnte er im Jahr darauf mit der englisch-italienischen Koproduktion Revenge of the Blood Beast seinen ersten eigenen Film drehen. Die Hauptrolle spielte Barbara Steele.
Anfang 1967 drehte er für Tigon, eine kleine britische Filmgesellschaft, die sich auf den Exploitation-Markt spezialisiert hatte, den Film Im Banne des Dr. Monserrat mit Boris Karloff und Catherine Lacey in den Hauptrollen. Im Juli 1968 gewann der Film den „Großen Preis“ beim 6. Festival des phantastischen Films in Triest, mit Sonderpreisen für Catherine Lacey und Boris Karloff („Lebenswerk“). 
Bei Der Hexenjäger (1968) sollte er ein letztes Mal sein Können unter Beweis stellen. Mit Vincent Price als Hauptdarsteller gelang ihm ein früher Beitrag in einer Reihe von Inquisitionsfilmen, die für kurze Zeit eine größere Rolle im europäischen Kino spielen sollten. Reeves, der eigentlich Donald Pleasence als Hauptdarsteller vorgesehen hatte, geriet mit Price mehrmals aneinander, trieb diesen, in seiner Rolle als Hexenjäger Matthew Hopkins, zu Höchstform an.
Reeves nächster Film sollte ein viktorianisches Drama für die Produktionsfirma American International Pictures werden: Im Todesgriff der roten Maske, abermals mit Vincent Price als Hauptdarsteller. Jedoch übernahm den Film noch vor Beginn der Dreharbeiten am 20. November 1968 Gordon Hessler als Regisseur, da Reeves zu dieser Zeit unter Depressionen und Schlaflosigkeit litt. Wenige Wochen später verstarb Reeves an einer Überdosis Barbiturate.

## Filmografie
- 1964: Il Castello dei Morti vivi (Drehbuch, Second Unit Director)
- 1964: Raubzug der Wikinger (The Long Ships) (Regieassistent, ungenannt)
- 1966: La Sorella di Satana (Regie, Drehbuch)
- 1967: Im Banne des Dr. Monserrat (The Sorcerers) (Regie, mit Tom Baker Drehbuch)
- 1968: Der Hexenjäger (Witchfinder General) (Regie, Drehbuch)